# Festuca lazistanica
Festuca lazistanica är en gräsart som beskrevs av Evgenii Borisovich Alexeev. Festuca lazistanica ingår i släktet svinglar, och familjen gräs. Inga underarter finns listade i Catalogue of Life.